# Liste der Monuments historiques in Buffard
Die Liste der Monuments historiques in Buffard führt die Monuments historiques in der französischen Gemeinde Buffard auf.

## Liste der Immobilien
| Bezeichnung               | Beschreibung | Standort                             | Kennzeichnung | Schutzstatus | Datum | Bild           |
| ------------------------- | ------------ | ------------------------------------ | ------------- | ------------ | ----- | -------------- |
| Wegekapelle Dieu-de-Pitié | 1613 erbaut  | südlich des Orets an der D 12 (Lage) | PA25000072    | Inscrit      | 2011  | weitere Bilder |

## Liste der Objekte
| Bezeichnung                                                 | Beschreibung | Standort                        | Kennzeichnung | Schutzstatus | Datum | Bild |
| ----------------------------------------------------------- | --- | ------------------------------- | ------------- | ------------ | ----- | ---- |
| Pietà                                                       | Stein, 16. Jahrhundert                                                                                                | in der Kirche St-Hilaire (Lage) | PM25000449    | Classé       | 1942  |      |
| Skulptur Madonna mit Kind                                   | Stein, farbig gefasst, 16. Jahrhundert                                                                                | in der Kirche St-Hilaire (Lage) | PM25000450    | Classé       | 1975  |      |
| Skulptur Heilige Barbara                                    | Stein, 16. Jahrhundert                                                                                                | in der Kirche St-Hilaire (Lage) | PM25000451    | Classé       | 1975  |      |
| Skulptur eines Bischofs                                     | Holz, Anfang des 18. Jahrhunderts                                                                                     | in der Kirche St-Hilaire (Lage) | PM25000452    | Classé       | 1975  |      |
| Skulptur eines Bischofs                                     | Holz, Anfang des 18. Jahrhunderts                                                                                     | in der Kirche St-Hilaire (Lage) | PM25000453    | Classé       | 1975  |      |
| Skulptur Heiliger Driain                                    | Stein, Ende des 16. Jahrhunderts                                                                                      | in der Kirche St-Hilaire (Lage) | PM25000454    | Classé       | 1975  |      |
| Hauptaltar                                                  | Altartisch, Tabernakel, Retabel, zwei Skulpturen und ein Gemälde; Holz, farbig gefasst, Ölfarbe auf Leinwand, um 1700 | in der Kirche St-Hilaire (Lage) | PM25001639    | Classé       | 1975  |      |
| Maria-Rosenkranz-Altar                                      | rechter Seitenaltar; Retabel und Gemälde; Holz, Ölfarbe auf Leinwand, bezeichnet 1698                                 | in der Kirche St-Hilaire (Lage) | PM25001945    | Inscrit      | 1975  |      |
| Schutzmantelmadonnenaltar                                   | linker Seitenaltar; Retabel und Gemälde; Holz, Ölfarbe auf Leinwand, 17. Jahrhundert                                  | in der Kirche St-Hilaire (Lage) | PM25001946    | Inscrit      | 1975  |      |
| Kruzifix                                                    | Torso; Stein, 16. Jahrhundert                                                                                         | in der Kirche St-Hilaire (Lage) | PM25001947    | Inscrit      | 1975  |      |
| Skulptur Johannes der Täufer                                | Stein, 16. Jahrhundert                                                                                                | in der Kirche St-Hilaire (Lage) | PM25001948    | Inscrit      | 1975  |      |
| Skulpturengruppe Die heilige Sophia mit ihren drei Töchtern | Stein, 16. Jahrhundert                                                                                                | in der Kirche St-Hilaire (Lage) | PM25001949    | Inscrit      | 1975  |      |
| Skulptur Heiliger Antonius der Große                        | Stein, 16. Jahrhundert                                                                                                | in der Kirche St-Hilaire (Lage) | PM25001950    | Inscrit      | 1975  |      |
| Skulptur Heiliger Laurentius                                | Stein, 16. Jahrhundert                                                                                                | in der Kirche St-Hilaire (Lage) | PM25001951    | Inscrit      | 1975  |      |
| Skulptur eines Bischofs                                     | Stein, 16. Jahrhundert                                                                                                | in der Kirche St-Hilaire (Lage) | PM25001952    | Inscrit      | 1975  |      |